# Carlos Miranda Vera
Carlos Miranda Vera (Dzibalchén, Hopelchén Campeche 1840 - Tenabo, Campeche 1915) fue un militar y político mexicano.

## Sus inicios
Fue coronel liberal contra la intervención francesa.

## Guerra de Castas
En julio de 1847, se inicia la Guerra de Castas en Yucatán, tras arrasar con el oriente y sur de la península y una vez evacuada la ciudad de Mérida, los rebeldes mayas, marcharon hacia el distrito de Campeche, por el partido de Los Chenes, el Coronel Carlos Miranda Vera participa con el ejército campechano al mando de Pantaleón Barrera en la contraofensiva desalojando a los indígenas de Hopelchén, Iturbide y Bolonchén el cual pone al mando del Coronel Carlos Miranda Vera el Destacamento Tenabo de la sexta división del Ejército Campechano

## El político
Presidente Municipal de 1896 a 1898, el 15 de julio de 1909 Fue elegido presidente de la Mesa Directiva de la sub-sucursal del Club Democrático para oponerse a la Guardia Nacional y del Gobierno de Porfirio Díaz, por lo cual fue acusado de por agitación y encarcelado durante un año tras el fraude electoral contra de Francisco I. Madero, el 1 de abril de 1911 el Coronel Carlos Miranda concertó la huida de 60 hombres encarcelados que estuvieron con el Jefe Político de Hecelchakán Castilla Brito , el cual inició el movimiento armado en Campeche en apoyo a Madero.